# Јуџин О’Нил
Јуџин Гледстоун О’Нил (енгл. Eugene Gladstone O'Neill; Њујорк, 16. октобар 1888 — Бостон, 27. новембар 1953) био је амерички драмски писац, и добитник Нобелове награде за књижевност 1936. године.
Његове драме су биле међу првима које су у амерички театар унеле реализам, карактеристичан за писце попут Антона Чехова, Хенрика Ибзена и Аугуста Стриндберга. О’Нилове драме су на сцену увеле реплике изговорене у жаргону обичног света. Јунаци његових драма су маргиналци који се боре за своје идеале, али завршавају у разочарању и очају. О’Нил је написао само једну боље познату комедију - „Ах, дивљина“ (Ah, Wilderness!). Скоро сва његова остала дела имају елементе трагедије и личног песимизма.

## Дела
| - (Bread and Butter), 1914. - Понизност (), 1914. - Лична једначина (), 1915. - Сад вас молим (Now I Ask You), 1916. - Иза хоризонта (Beyond the Horizon), 1918 - Пулицерова награда, 1920. - Слама (), 1919. - Крис Кристоферсен (), 1919. - Злато (), 1920. - Ана Кристи (Anna Christie), 1920 - Пулицерова награда, 1922. - Цар Џоунс (), 1920. - Различит (), 1921. - Први човек (), 1922. - Космати мајмун (), 1922. - Фонтана (), 1923. - Марко милиони (Marco Millions), 1923-25. - Сва божја деца имају крила (), 1924. - ('), 1924 - Чежња под брестовима (), 1925. - Исмејани Лазар (Lazarus Laughed), 1925-26 - Велики Бог Браун (), 1926 - Чудна међуигра (Strange Interlude), 1928 - Пулицерова награда - Динамо (), 1929 - Црнина пристаје Електри (), 1931. - Ах, дивљина! (), 1933 - Дани без краја (), 1933 - Долази ледаџија (The Iceman Cometh), написано 1939, објављено 1940, премијера 1946. - Хјуџи (Hughie), написано 1941, премијера 1959. - Дуго путовање у ноћ (Long Day's Journey Into Night), написано 1941, премијера 1956 - Пулицерова награда 1957. - (), написано 1941-1943, премијера 1947. - Песничке жице (A Touch of the Poet), завршено 1942, премијера 1958. - (), друга скица нађена у О’Ниловој заоставштини, премијера 1967. - (), објављено 1983. | - Bound East for Cardiff, 1914. - In The Zone, 1917. - The Long Voyage Home, 1917. - Moon of the Caribbees, 1918. - A Wife for a Life, 1913. - The Web, 1913. - Thirst, 1913. - Recklessness, 1913. - Warnings, 1913. - Fog, 1914. - Abortion, 1914. - The Movie Man: A Comedy, 1914. - The Sniper, 1915. - Before Breakfast, 1916. - Ile, 1917. - The Rope, 1918. - Shell Shock, 1918. - The Dreamy Kid, 1918. - Where the Cross Is Made, 1918. |

## Занимљивости
У филму Ворена Бејтија из 1981. године Црвени (Reds), О'Нила је глумио Џек Николсон, који је за ову улогу номинован за Оскара за најбољег споредног глумца. Глумица Уна Чаплин, позната по улози Талисе Мегир у ХБО ТВ серији Игра престола његова је праунука.